# Corallorhiza maculata
Corallorhize maculée, Corallorhize occidentale
Espèce
Classification APG III (2009)
Corallorhiza maculata est une espèce de plantes à fleurs de la famille des Orchidaceae (Orchidées). Elle est originaire d'Amérique du Nord et en Amérique centrale jusqu'au Guatemala.
Le nom de « Corallorhize maculée » désigne la variété Corallorhiza maculata var. maculata et le nom de « corallorhize occidentale » désigne la variété Corallorhiza maculata var. occidentalis.

## Liste des variétés
Selon World Checklist of Selected Plant Families (WCSP) (3 nov. 2011) :
- Corallorhiza maculata var. maculata - Corallorhize maculée[2]
- Corallorhiza maculata var. mexicana (Lindl.) Freudenst. - Corallorhize occidentale[3]
- Corallorhiza maculata var. occidentalis (Lindl.) Ames